# Königssee
Le Königssee est un lac alpin dans le Sud-Est de la Bavière, dans le Pays-de-Berchtesgaden, non loin de la commune de Schönau am Königssee. De forme rectangulaire, il est situé au pied du chaînon du Watzmann à la manière d'un fjord, entouré de hautes montagnes des Alpes de Berchtesgaden. Au sud du Königssee se trouve l'Obersee, qui est seulement de quelques mètres plus élevé.
Pendant la dernière glaciation, ce lac profond s'est formé par les mouvements des glaciers et était retenu par un barrage naturel à son écoulement. La conservation de la beauté du lac et de sa rive sont à l'origine du parc national de Berchtesgaden qui englobe une grande partie. Le lac lui-même est administré par la Bayerische Schlösserverwaltung de l'État de Bavière.

## Toponymie

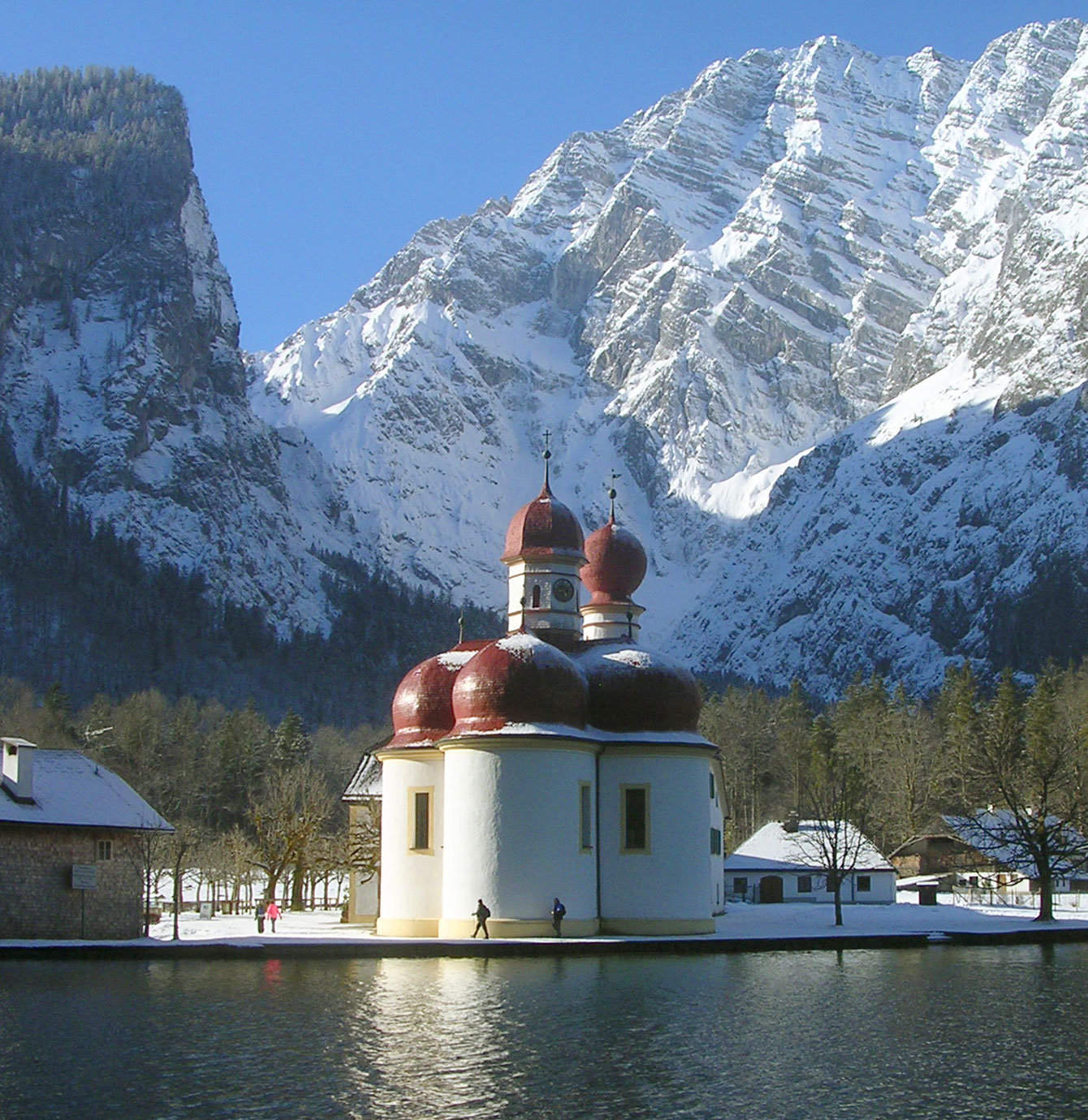
L'ermitage de Saint-Barthélemy au pied du Watzmann.

Le terme même de Königssee, pour désigner ce lac alpin, apparaît dans un acte du 24 août 1134 sous le nom, écrit en moyen haut allemand, Chunigesee, en se référant à la basilique de Saint Barthélemy construite sur la rive occidentale par les prévôts de Berchtesgaden. Ce nom ne renvoie pas à un roi (en allemand : König), mais vient probablement du prénom Kuno, une version abrégée du nom Conrad. Dérivé du sanctuaire, la désignation « lac de Barthélemy » était parfois utilisée.

## Situation
Le lac s'écoule par la Königsseer Ache et la Königsseeache  vers la Salzach, en Autriche.  La vallée glaciaire, creusée par l'Eisbach, s'ouvre devant le Watzmann. Les débris emportés par le ruisseau forment une péninsule de 85 ha, le Hirschau, où se trouvent la chapelle Saint-Barthélemy et un relais de chasse (actuellement restaurant avec terrasse).
Le lac est riche en poissons : truites, ombles chevaliers.

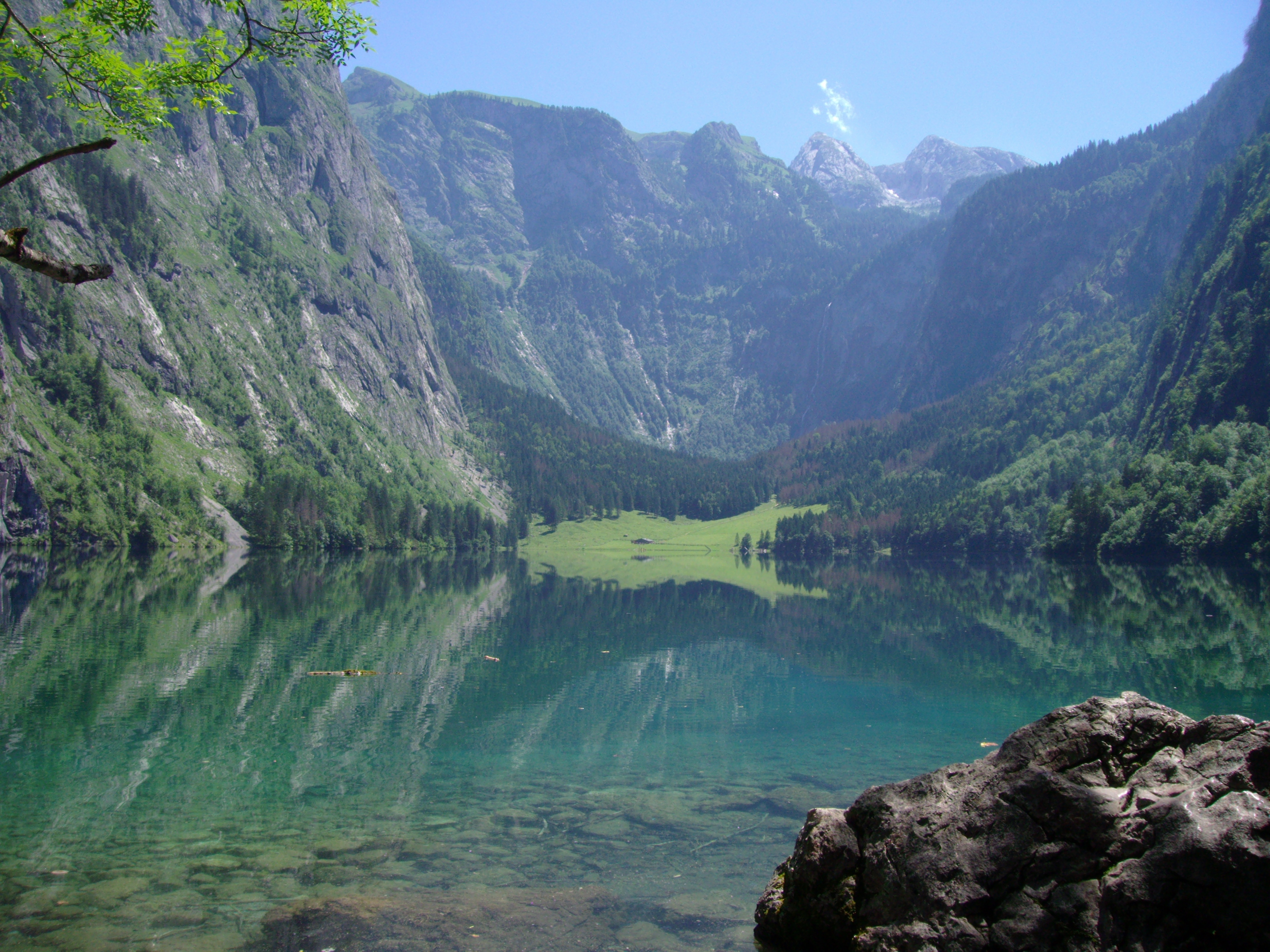
L'Obersee.

D'avril à octobre, la Bayrische Seeschifffahrt Königssee transporte des milliers de touristes à Sankt Bartholomä ou à Salet d'où l'on peut rejoindre à pied l'Obersee (Königssee).
En hiver, le lac était régulièrement gelé jusqu'aux années 1990.

## Protection
Depuis 1909, les bateaux circulant sur le lac sont dotés d'un moteur électrique. D'autres mesures furent prises tout au long du XXe siècle pour maintenir une eau de grande pureté.

## Galerie

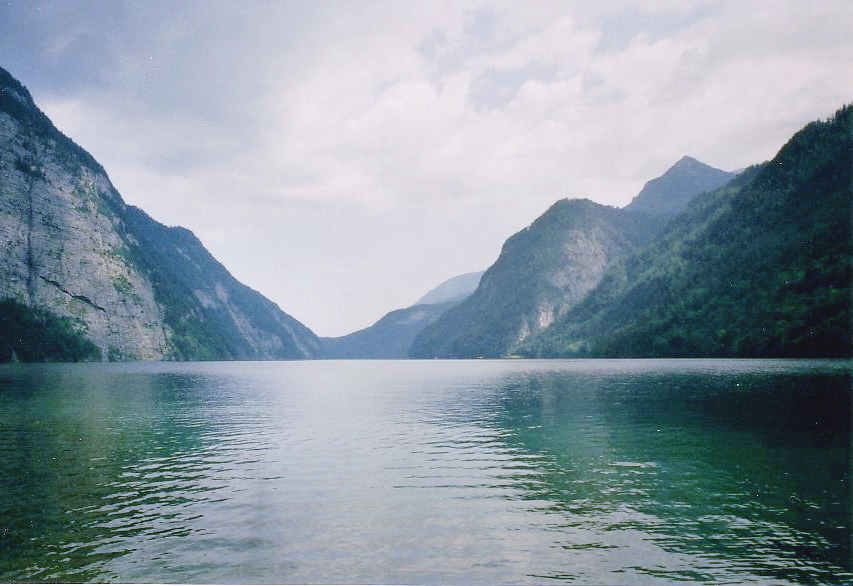
Le Königssee vu de Saint Bartholomä.
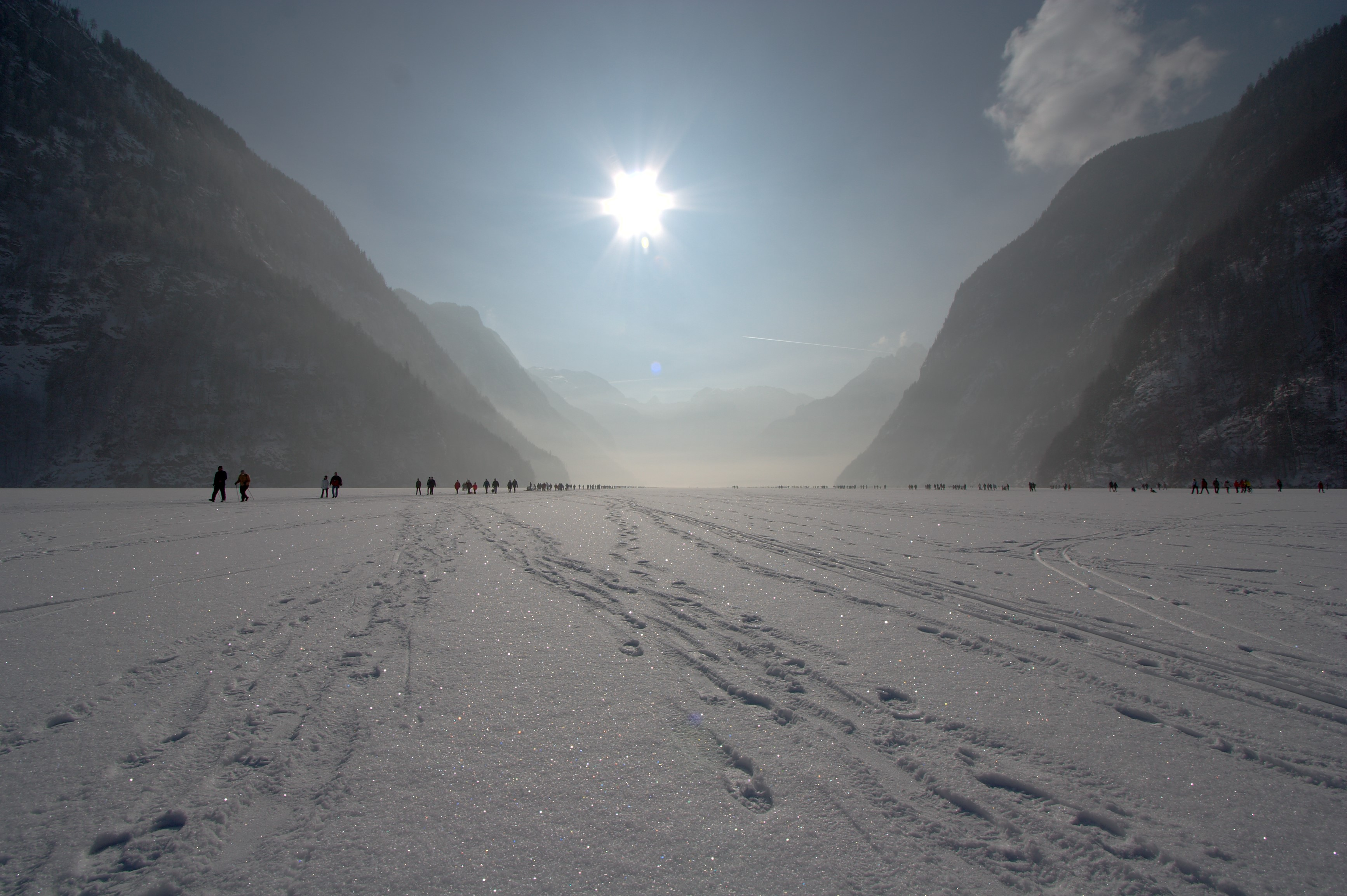
Le Königssee gelé.
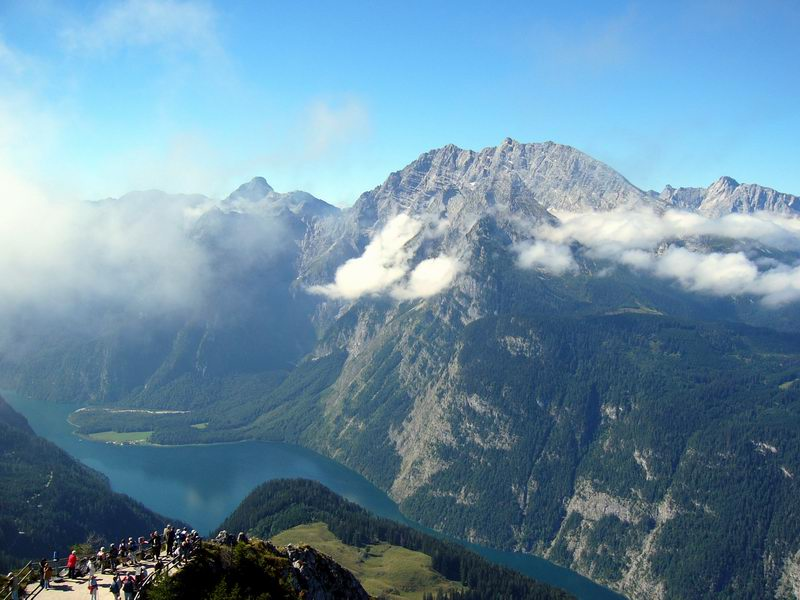
Le Königssee et le Watzmann vus du Jenner.
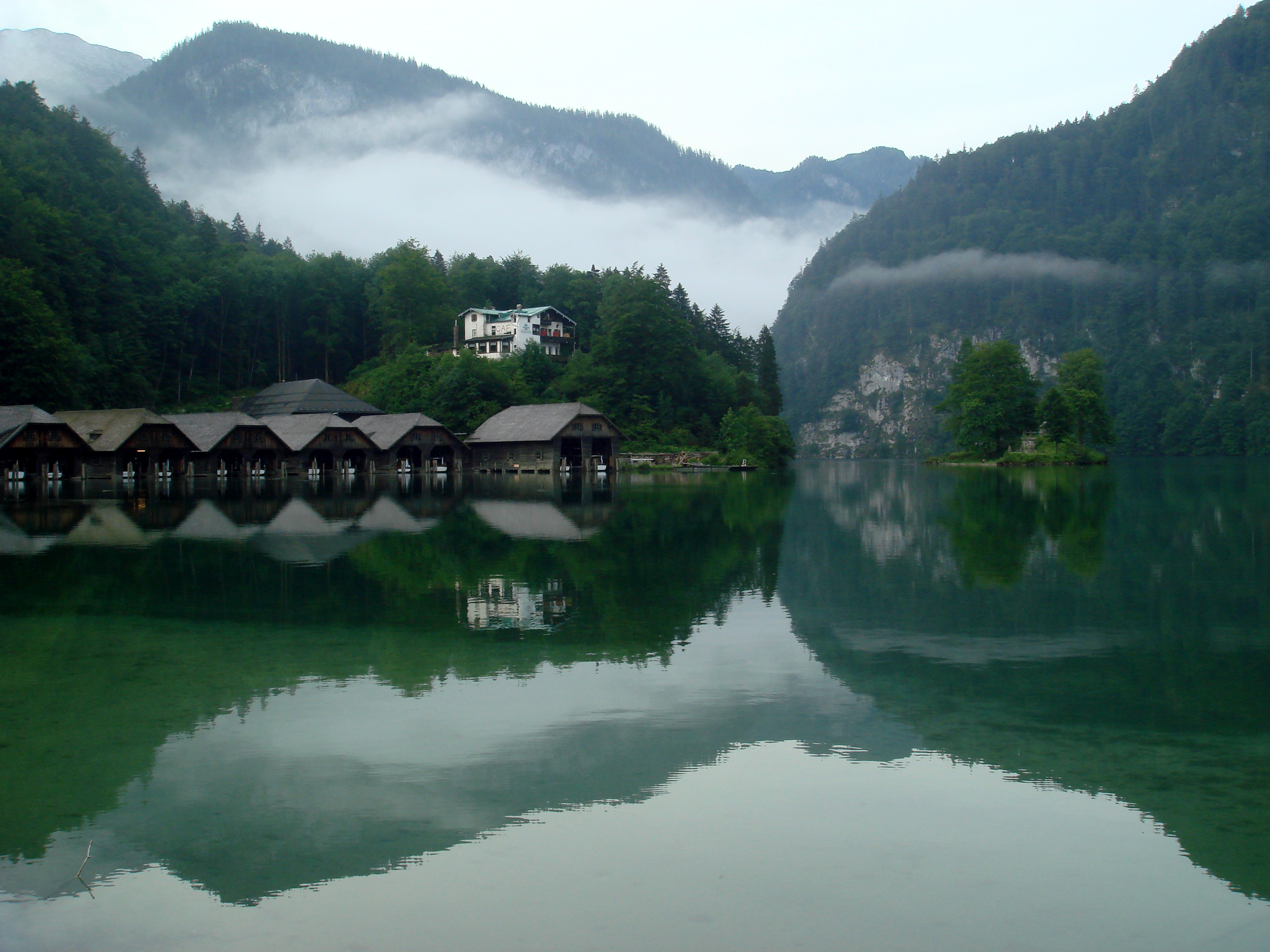
Schönau am Königssee.
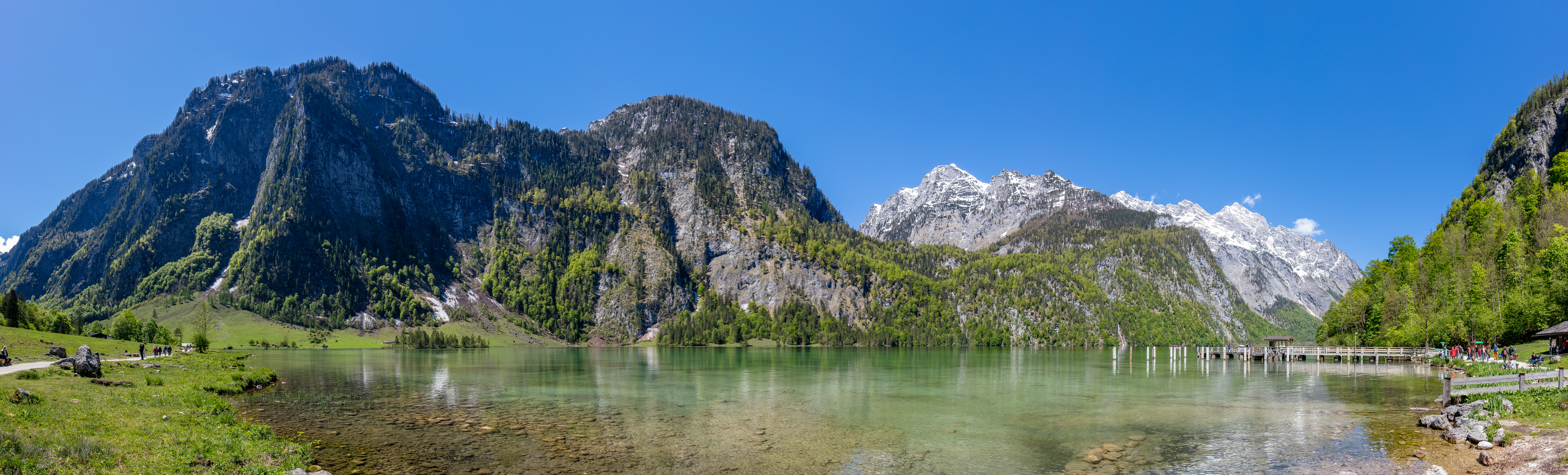
Vue du point le plus au sud.
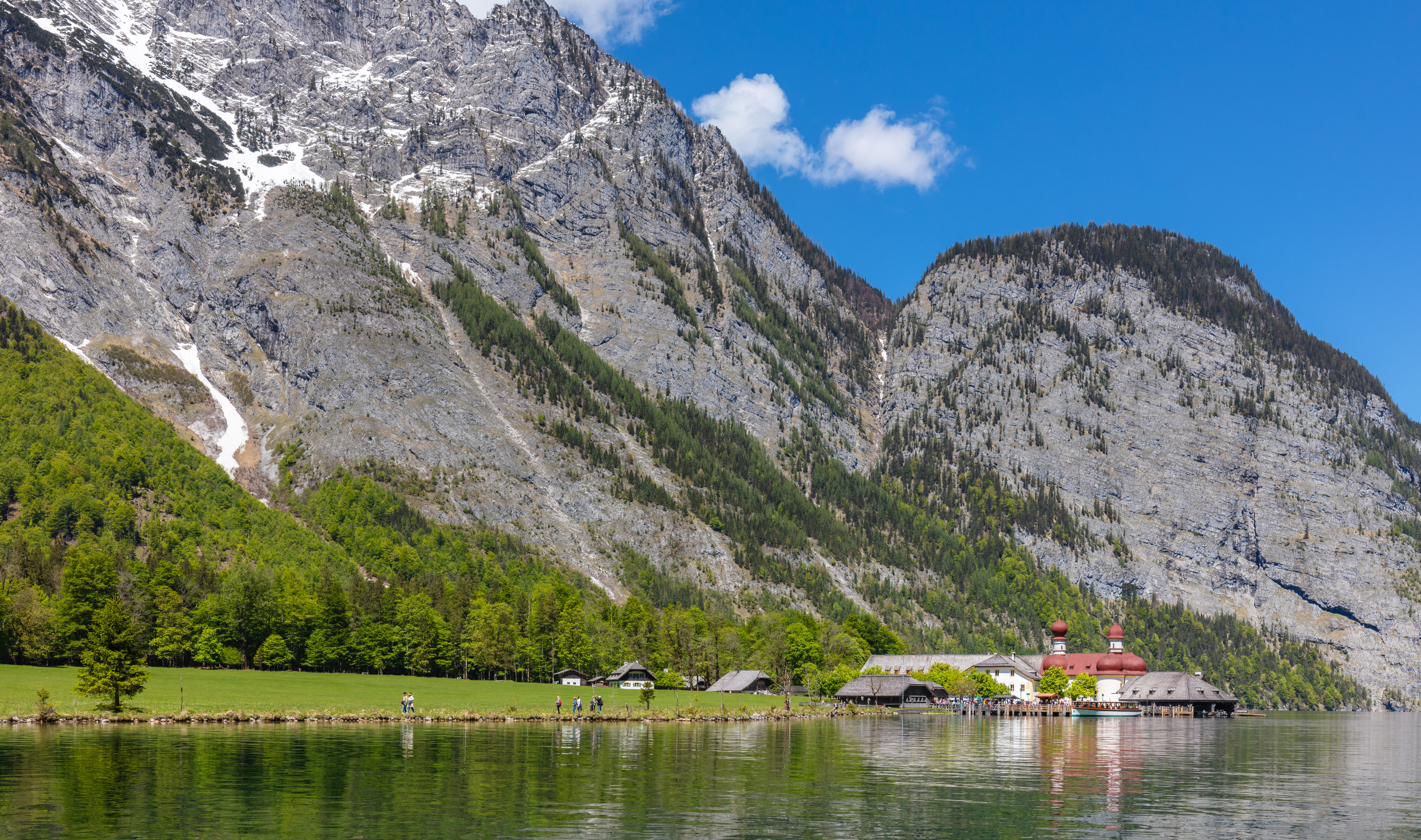
Lac et St Bartholomä.
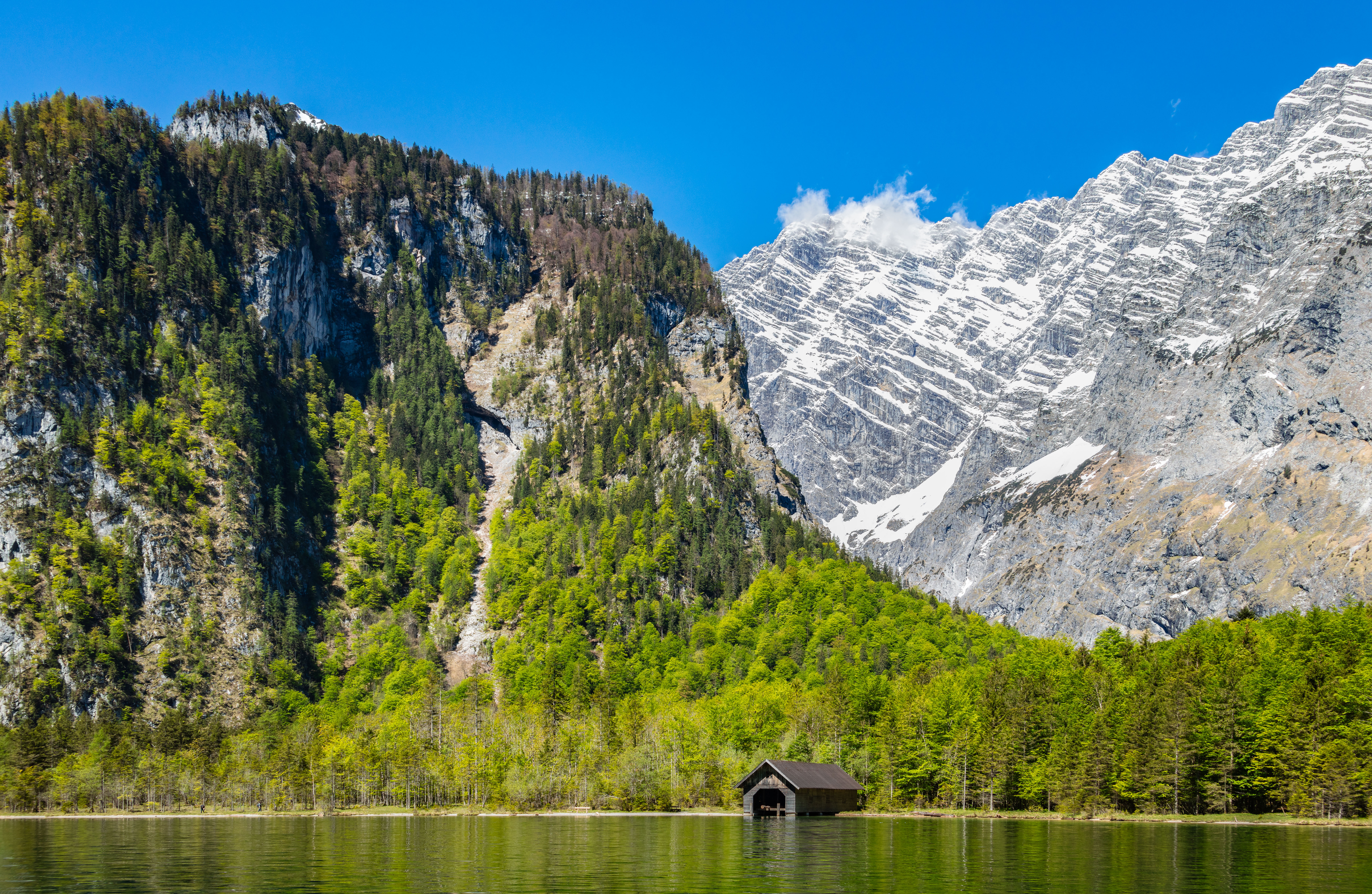
Petite cabane au bord du Königssee. Mai 2019.

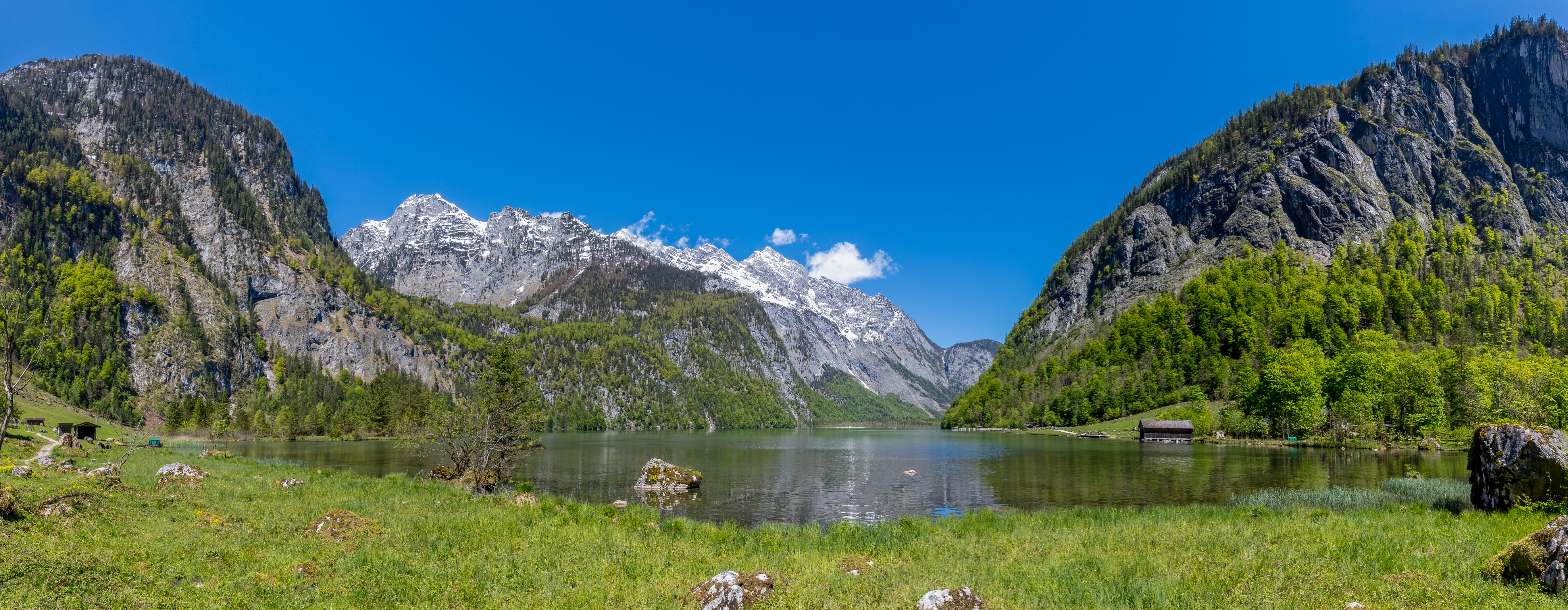
Le Königssee. Mai 2019.